# Robert Vanderstockt
Robert Vanderstockt, né le 11 mai 1924 à Carnières (Province de Hainaut) et mort le 29 décembre 1995 dans la même ville, est un coureur cycliste belge, professionnel de 1950 à 1954.

## Palmarès
- 1948
  - Étoile Wallonne
- 1949
  -  Champion de Belgique sur route indépendants
  - 2e de Bruxelles-Lens
  - 2e de Liège-Fleurus
  - 2e du Circuit du Hesbaye-Condroz
  - 2e du Circuit Disonais
- 1950
  - Tour du Doubs
- 1951
  - 2e du Tour du Hesbaye
  - 3e du Tour du Doubs
  - 3e du Escaut-Dendre-Lys
- 1952
  - 1re étape du Tour de Belgique
  - Roubaix-Huy
  - 2e du championnat de Belgique sur route
  - 2e du Grand Prix des Carrières
  - 3e du Tour du Luxembourg
  - 3e de Bruxelles-Saint-Trond
- 1953
  - 1re étape du Tour de Belgique
  - Tour du Luxembourg :
    - Classement général
    - 2e et 4ea (contre-la-montre) étapes

  - 5e du Liège-Bastogne-Liège
  - 10e de la Flèche wallonne
- 1954
  - 2e du Prix de Saint-Lievin-Esse
- 1955
  - 3e du Grand Prix de Saint-Raphaël

## Résultats sur les grands tours

### Tour de France
2 participations
- 1952 : abandon (8e étape)
- 1953 : abandon (11e étape)

### Tour d'Italie
- 1955 : 76e